# Хуснутдинов, Рустам Сахибутдинович
Рустам Сахибутдинович Хуснутдинов (род. 14 ноября 1975) — узбекистанский легкоатлет, специалист по прыжкам в длину и тройным прыжкам. Выступал на профессиональном уровне в 1994—2005 годах, чемпион Центральноазиатских игр в Душанбе, серебряный призёр юниорского чемпионата Азии, многократный победитель и призёр национальных первенств, участник летних Олимпийских игр в Сиднее.

## Биография
Рустам Хуснутдинов родился 14 ноября 1975 года.
Впервые заявил о себе на международном уровне в сезоне 1994 года, когда вошёл в состав узбекистанской сборной и выступил на юниорском азиатском первенстве в Джакарте, где в зачёте тройного прыжка выиграл серебряную медаль.
В сентябре 1997 года одержал победу на соревнованиях в Ташкенте, установив при этом свой личный рекорд в тройном прыжке — 16,47 метра.
В 2000 году с личным рекордом 7,95 победил в прыжках в длину на чемпионате Узбекистана в Ташкенте. Благодаря этой победе удостоился права защищать честь страны на летних Олимпийских играх в Сиднее — на предварительном квалификационном этапе прыгнул на 7,24 метра, чего оказалось недостаточно для выхода в финальную стадию соревнований.
В 2002 году на Кубке Узбекистана в Ташкенте завоевал золото и серебро в прыжках в длину и тройных прыжках соответственно. В прыжках в длину стал серебряным призёром на Мемориале Косанова в Алма-Ате. Принимал участие в чемпионате Азии в Коломбо, где в той же дисциплине закрыл десятку сильнейших.
В 2003 году показал пятый результат на открытом чемпионате Москвы, стал чемпионом Узбекистана в прыжках в длину и тройных прыжках. На Центральноазиатских играх в Душанбе завоевал золотую награду в прыжках в длину и серебряную в тройных прыжках.
В марте 2005 года взял бронзу в тройном прыжке на зимнем чемпионате Узбекистана в тройном прыжке, установив личный рекорд в помещении — 14,87 метра. По окончании сезона завершил спортивную карьеру.